# 浦东开发陈列馆

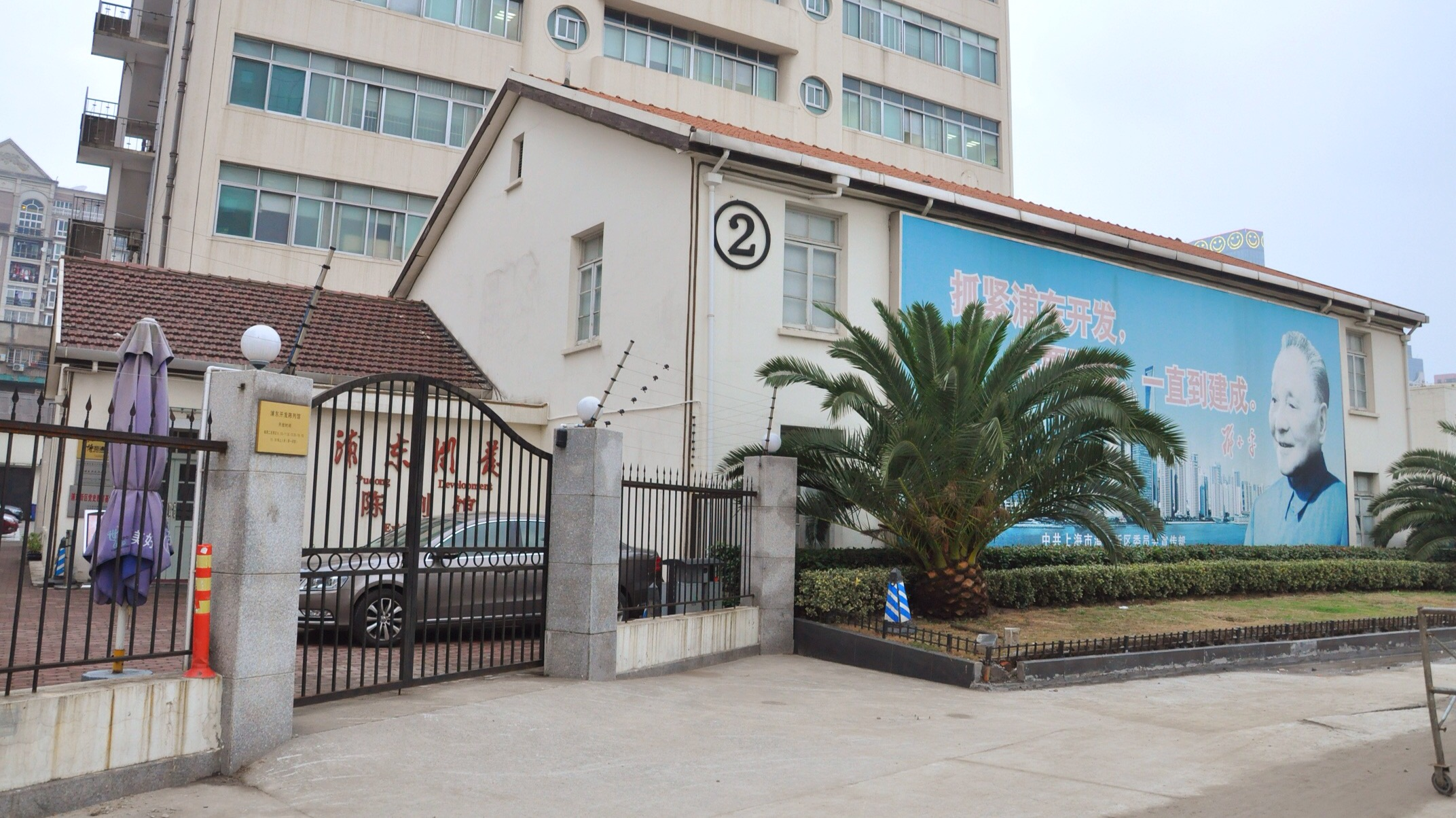
位于浦东大道141号2号楼的浦东开发陈列馆

浦东开发陈列馆位於中華人民共和國上海市浦東新區浦东大道141号2号楼，占地面积360.67平方米，建筑面积625.37平方米，該場館主要展示浦东开发开放的历史。

## 历史
原址為上海市人民政府浦东开发办公室和浦东新区党工委、管委会所在地。1990年5月3日，浦东开发办公室在“2号楼”挂牌成立。1993年1月1日，浦东新区管理委员会在“2号楼”挂牌成立。2003年3月19日，“2号楼”被浦東新区政府定为“浦东新区登记保护不可移动文物”。2010年4月18日，2号楼被改造為浦東開發陳列館並對外開放。